# Xylocopa acutipennis
Xylocopa acutipennis är en biart som beskrevs av Smith 1854. Xylocopa acutipennis ingår i släktet snickarbin, och familjen långtungebin. Inga underarter finns listade i Catalogue of Life.